# ویکتور فسل
ویکتور فسل (انگلیسی: Viktor Flessl; ۶ نوامبر ۱۸۹۸ – ۱۸ دسامبر ۱۹۴۳) قایقران روئینگ اهل اتریش بود.